# 卡里亚尔
卡里亚尔（Khariar），是印度奥里萨邦Nuapada县的一个城镇。总人口13402（2001年）。

## 人口
该地2001年总人口13402人，其中男性6852人，女性6550人；0—6岁人口1730人，其中男903人，女827人；识字率61.83%，其中男性为71.60%，女性为51.62%。